# III съезд народов Терека
III съезд народов Терека проходил в Грозном 22(23) — 29 мая 1918 года в здании дворянского собрания. Левому социалистическому блоку, в который входили большевики, левые эсеры и керменисты, на съезде пришлось вести борьбу с контрреволюционным блоком, состоявшим из офицерских верхов, правых эсеров и меньшевиков. Контрреволюционеры выдавали себя за поборников интересов широких масс казачества и крестьянства, хотя в их рядах было лишь несколько представителей кулачества.

## Съезд
С докладом на съезде выступил председатель Терского народного совета и Совета народных комиссаров Терской области Ной Буачидзе. Он указал на опасность внутренней контрреволюции для области и поставил вопрос о создании единой для области Красной армии, а также указал на необходимость укрепления существующих отрядов Красной армии и централизации руководства ими.
На съезде были подтверждены решения о конфискации помещичьих и крупных частных землевладений, была отменена частная собственность на землю и запрещена купля-продажа земли. Было решено создать запасной земельный фонд для наделения безземельных. Фонд предполагалось сформировать за счёт уничтожения чересполосицы, избытков после распределения земли по уравнительной мере и земель, прежде находившихся в частном владении. Уничтожить чересполосицу, то есть выселить казачьи станицы, клином вдавшиеся в горские земли, предполагалось путем «безболезненного переселения» казаков на новые земли, а горцев в казачьи станицы. За эту резолюцию проголосовало 303 депутата, 127 воздержалось и никто не проголосовал против.
Согласно решению съезда, «переселение должно производиться так, чтобы переселяемый попадал по возможности в однородные с прежними привычными ему сельскохозяйственными и климатическими условиями». Казакам должна была выдаваться беспроцентная ссуда, чтобы они могли устроиться на новом месте. Вселяющиеся должны были заплатить «по справедливой оценке» за остававшееся в станицах имущество. В обязанности местной власти входило решение вопроса о времени и способе удовлетворения выселяемых. Территория для переселения должна была выделяться заранее.
Съезд назвал проведение земельной реформы своей первоочередной задачей. К выселению были намечены четыре станицы: Тарская, Сунженская, Воронцово-Дашковская и Фельдмаршальская. Высвобождавшиеся земли предполагалось передать ингушам.

## Память
Здание дворянского собрания после Октябрьской революции стало Дворцом пионеров. В 1978 году на этом здании установили мемориальную доску:
Здесь с 23 по 29 мая 1918 года проходил III съезд народов Терека.